# Leadhillite
La leadhillite è un minerale, è un solfato-carbonato basico di piombo.
Il nome deriva dal giacimento di Leadhills (ingl. colline di piombo), in Scozia.
Descritta per la prima volta da François Sulpice Beudant (Parigi 5 settembre 1787 - 10 dicembre 1850), geologo e mineralogista francese, nel 1832

## Abito cristallino
I cristalli sono tabulari, romboedrici, scagliosi e a volte geminati.

## Origine e giacitura
È un minerale di origine secondaria, caratteristico delle zone di ossidazione dei giacimenti di piombo. Ha paragenesi con linarite, cerussite, piromorfite, caledonite e anglesite.

## Forma in cui si presenta in natura
Si presenta in piccole lamelle o in cristalli appiattiti pseudo-esagonali o ancora in aggregati granulari, massivi, a volte a forma di piatto.

## Caratteri chimico-fisici
Si taglia facilmente con un coltello; la luminescenza è a volte giallastra. Fonde al cannello, è solubile in acqua calda. È effervescente in HNO3 e si decompone. Fuso diventa di colore giallo inizialmente, poi bianco raffreddandosi.

## Località di ritrovamento
A Leadhills, in Scozia, dove è stato rinvenuto la prima volta; a Gebel Ressa, in Tunisia; nella miniera di Mammoth Mine, in Arizona e in quella di Tintic, nello Utah; a Tsumeb, in Namibia e a Dundas, in Tasmania.
In Italia bisogna cercarla in cristalli di discrete dimensioni nella miniera di Malacalzetta e in quella di San Giovanni nel comune di Iglesias; nella miniera Marganai, nel comune di Domusnovas e nella miniera Argentiera della Nurra, nel comune di Porto Torres, provincia di Sassari, tutte località sarde.